# کمرقایه
کمرقایه (به لاتین: Kəmərqaya) ، (به ارمنی: Կիրանց کیرانتس یا Beriyaşen بریاشن یا ساروکار) منطقه‌ای مسکونی در جمهوری آذربایجان است که در شهرستان داش‌کسن واقع شده‌است. کمرقایه ۳۲۲ نفر جمعیت دارد. کمر فارسی و به معنی دامنه کوه و قایه ترکی و به معنی سنگ و صخره است.